# Drottning Victoria
Die Drottning Victoria (deutsch: Königin Victoria) war ein schwedisches Eisenbahnfährschiff, das von 1910 bis 1968 in der Ostsee verkehrte. Sie ist nicht mit dem gleichnamigen Küstenpanzerschiff der schwedischen Marine von 1917 zu verwechseln.

## Bau und technische Daten
Das Schiff lief am 21. Februar 1909 mit der Werftnummer 802 bei Swan, Hunter & Wigham Richardson in Newcastle upon Tyne, England, für die schwedische Staatsbahn Statens Järnvägar vom Stapel. Es war 113,33 m lang und 16,24 m breit und hatte 5,18 m Tiefgang. Es war mit 3642 BRT bzw. 1415 NRT vermessen und verdrängte 2399 Tonnen. Zwei 3-Zylinder-Dampfmaschinen von Swan Hunter mit 4600 PS und zwei Schrauben verliehen ihm eine Höchstgeschwindigkeit von 16 Knoten. Es konnte auf zwei Gleisen mit einer Gesamtlänge von 165 m bis zu 18 Reisezugwagen aufnehmen und hatte Platz für bis zu 975 Passagiere.

## Laufbahn
Das Schiff wurde im Juni 1909 an die Statens Järnvägar ausgeliefert, kam am 24. Juni in Trelleborg an und nahm am 6. Juli 1909 den Linienfährdienst auf der an diesem Tage eröffneten sogenannten „Königslinie“ zwischen Trelleborg und Saßnitz (Rügen) auf. Am 14. März 1910 kam das Schwesterschiff Konung Gustav V als zweites Schiff der Statens Järnvägar hinzu. Zwar beorderte die schwedische Regierung beide Schiffe am 1. August 1914 beim Ausbruch des Ersten Weltkriegs aus Sicherheitsgründen nach Stockholm zurück, aber schon am 21. August 1914 nahm die Konung Gustav V und am 26. August 1914 die Drottning Victoria ihren Liniendienst wieder auf. Am 20. Februar 1915 lief die Drottning Victoria vor Stubbenkammer auf Grund; die Passagiere mussten von Bord genommen werden, ehe das Schiff wieder flottgemacht werden konnte.
Der weltgeschichtlich prominenteste Passagier der Drottning Victoria war Wladimir Iljitsch Lenin, der am 12. April 1917 bei seiner Rückreise nach Russland auf ihr von Saßnitz nach Trelleborg übersetzte und dann weiter nach Nordschweden und Russland reiste.
Am 20. September 1926 kollidierte das Schiff im Öresund in dichtem Nebel mit dem dänischen Frachter Dronning Dagmar (416 BRT), der daraufhin in wenigen Minuten sank. Seine Besatzung konnte von der Drottning Victoria gerettet werden.
Zwar wurde der Fährverkehr auf der „Königslinie“ auch in den ersten Jahren des Zweiten Weltkriegs aufrechterhalten, aber die Drottning Victoria war zunächst nicht mehr dabei beteiligt. Sie wurde am 3. September 1939 von der schwedischen Marine requiriert, bei der Finnboda Varv in Nacka zum Minenschiff umgerüstet, in H M Hjälpkryssare Nr 3 (S. M. Hilfskreuzer Nr. 3) umbenannt und dabei mit drei alten 12,0-cm-Seezielkanonen Baujahr 1894 bewaffnet. Auf dem Gleisdeck wurde 450 Minen geladen. Nach Abschluss der Arbeiten Mitte Oktober wurde das Schiff der Küstenflotte zugeordnet. Am 6. Dezember 1939 legte es eine Minensperre zwischen Schweden und Åland, seine einzige Kriegshandlung.
Da der Bedarf an Fährkapazität auf der „Königslinie“  weiterhin sehr hoch war, war das Schiff bereits ab 8. Januar 1940 dann wieder im Fährdienst zwischen Trelleborg und Saßnitz und blieb dort bis zur endgültigen Einstellung der „Königslinie“ am 26. September 1944 im Einsatz. Dabei kam es im Mai 1944 zu einer Kollision beim Kap Arkona mit dem finnischen Dampfer Pollux, der einen Werftaufenthalt bis Juli erforderte.
Nach dem Ende des Kriegs versahen die Drottning Victoria, die Konung Gustav V und ab 1946 auch die Starke zunächst ab November 1945 Fährdienst von Trelleborg nach Danzig und ab 25. April 1946 nach Gdingen. Dabei transportierten sie mehr als 1300 von Schweden verfügbar gemachte Eisenbahnwaggons nach Polen. Erst am 11. Juni 1947 begannen die schwedischen Schiffe auf der Strecke Trelleborg-Warnemünde wieder den Fährbetrieb mit Deutschland. Nachdem sich die Schwedischen Staatsbahn, die Deutsche Reichsbahn und die Sowjetische Militäradministration in Deutschland am 10./11. März 1948 über die Wiederaufnahme des Fährverkehrs nach Saßnitz geeinigt hatten, nahmen die drei Schiffe der Statens Järnvägar am 16. März 1948 den Fährverkehr Trelleborg↔Saßnitz wieder auf. Die Verbindung nach Polen, die erst im Februar 1948 nach Odra Port (Swinemünde) umgestellt worden war, wurde eingestellt. Am 11. Mai 1952 geriet das Schiff im Sturm vor Saßnitz auf Grund. Selbst mit Hilfe der Konung Gustav V und der Starke konnte es nicht flott gemacht werden; die drei Schlepper Harald, Hermes und Karl mussten das Schiff befreien. Bei der danach notwendigen Reparatur wurden 1953 auch die bisherige Kohlefeuerung durch Ölfeuerung ersetzt und dickere Schornsteine aufgesetzt. Im Juni 1953 eröffnete die Drottning Victoria anlässlich der in diesem Jahre erstmals nach dem Krieg wieder ausgetragenen „Nordischen Tage“ in Lübeck die Sommer-Ausflugsverbindung Trelleborg↔Travemünde, nachdem es bereits im November 1952 eine Probefahrt auf dieser Route unternommen hatte. Sie bediente diese Strecke bis zum 14. September 1953, danach wieder zwischen Trelleborg und Saßnitz. Im Mai 1955 kollidierte sie mit der Mole in Trelleborg, was wiederum einen Werftaufenthalt notwendig machte.
Wegen ihrer begrenzten Kapazität und technischen Leistungsfähigkeit waren die noch vor dem Ersten Weltkrieg gebauten Zweigleisfähren dem stetig wachsenden Transitverkehr auf der Linie Saßnitz–Trelleborg allmählich nicht mehr gewachsen, so dass Neubauten notwendig wurden. Nachdem auf der Grundlage eines Regierungsabkommens zwischen Schweden und der DDR wieder ein gemeinschaftlich betriebener Fährdienst eingerichtet worden war, um die finanziellen Lasten zwischen der Schwedischen Staatsbahn und der Deutschen Reichsbahn angemessen zu teilen, konnte dies geschehen. Im April 1958 wurde die Drottning Victoria durch die neue schwedische Viergleisfähre Trelleborg, die auch über ein separates Autodeck verfügte, ersetzt. Als im Juli 1959 auch die neue Reichsbahnfähre Sassnitz einsatzbereit war, wurde auch die Konung Gustav V aus dem regelmäßigen Linienverkehr entfernt. Die beiden betagten Schiffe wurden als Reservefähren in Trelleborg aufgelegt und dienten nur noch bei Bedarf (entweder als Vertretung bei Werftliegezeiten der neuen Schiffe oder als Verstärkung in der Sommersaison) auf ihrer angestammten Strecke oder auf der Route Malmö–Kopenhagen. Ansonsten dienten sie in den Sommermonaten dem 1953 eröffneten Ausflugsverkehr zwischen Travemünde und Trelleborg.
Die Drottning Victoria lief am 30. August 1964 zum letzten Mal auf dieser Strecke und wurde dann als Reservefähre aufgelegt. In der Zeit bis 1967 versah sie gelegentlich noch Dienst zwischen Malmö und Kopenhagen; ihre letzte Fahrt auf dieser Strecke war am 16. Dezember 1967.
Das Schiff wurde am 4. Oktober 1968 zum Abbruch verkauft und am 18. Oktober 1968 von Trelleborg nach Ystad zum Abwracken geschleppt.